# Chrysosoma continuum
Chrysosoma continuum är en tvåvingeart som beskrevs av Charles Howard Curran 1927. Chrysosoma continuum ingår i släktet Chrysosoma och familjen styltflugor.
Artens utbredningsområde är Kongo. Inga underarter finns listade i Catalogue of Life.